# 观音寺 (朝阳区)
观音寺，位于北京市朝阳区吉市口七条3号，是一座汉传佛教寺院。现已无存。

## 简介
《北京寺庙历史资料》记载：观音寺（官庙），位于“东郊吉市口七条十三号”，始建于“明嘉靖二十七年五月”，属“公建”。不动产有“土地二十六间半”。“为冬季粥厂占用”。法物有“佛偶像二十二位，神偶像四尊，礼器五件，法器两件，供桌一张”，另外还有“石碑三座，槐树两棵”。北平市《1947年第二次寺庙总登记》中记载观音寺由大兴县公产保管委员会管理。
设在观音寺的粥厂曾发挥很大作用。1918年、1919年两年，朝阳门外观音寺粥厂用米568.5石（1石相当于100升），领粥者共有38万人次。
观音寺始建于明朝。中华人民共和国时期，曾经存有破旧大殿6间，西耳房2间，后来被朝外大街房管所使用。该寺的山门面阔2.8米，进深1.5米，正殿面阔14米，进深6米，高8米，东西配殿面阔11米。1984年3月，观音寺被公布为北京市朝阳区文物暂保单位。1995年吉市口危房改造时，观音寺被全部拆除。
王世襄在《北京鸽哨》中回忆制作“鸿”字鸽哨的艺人吴子通时写道：“‘鸿’字姓吴名子通，生于光绪二十年（1894年），体格魁梧，右额有疣隆起，一瞳微斜，哨口亦微斜如‘惠’字。人或谓‘“鸿”字目斜故哨剁’，实其手法使然，何关眸子！？子通为我制哨时已年近四旬，孑然一身，住朝阳门外吉市口七条观音寺东庑。”